# Museo Herzog Anton Ulrich

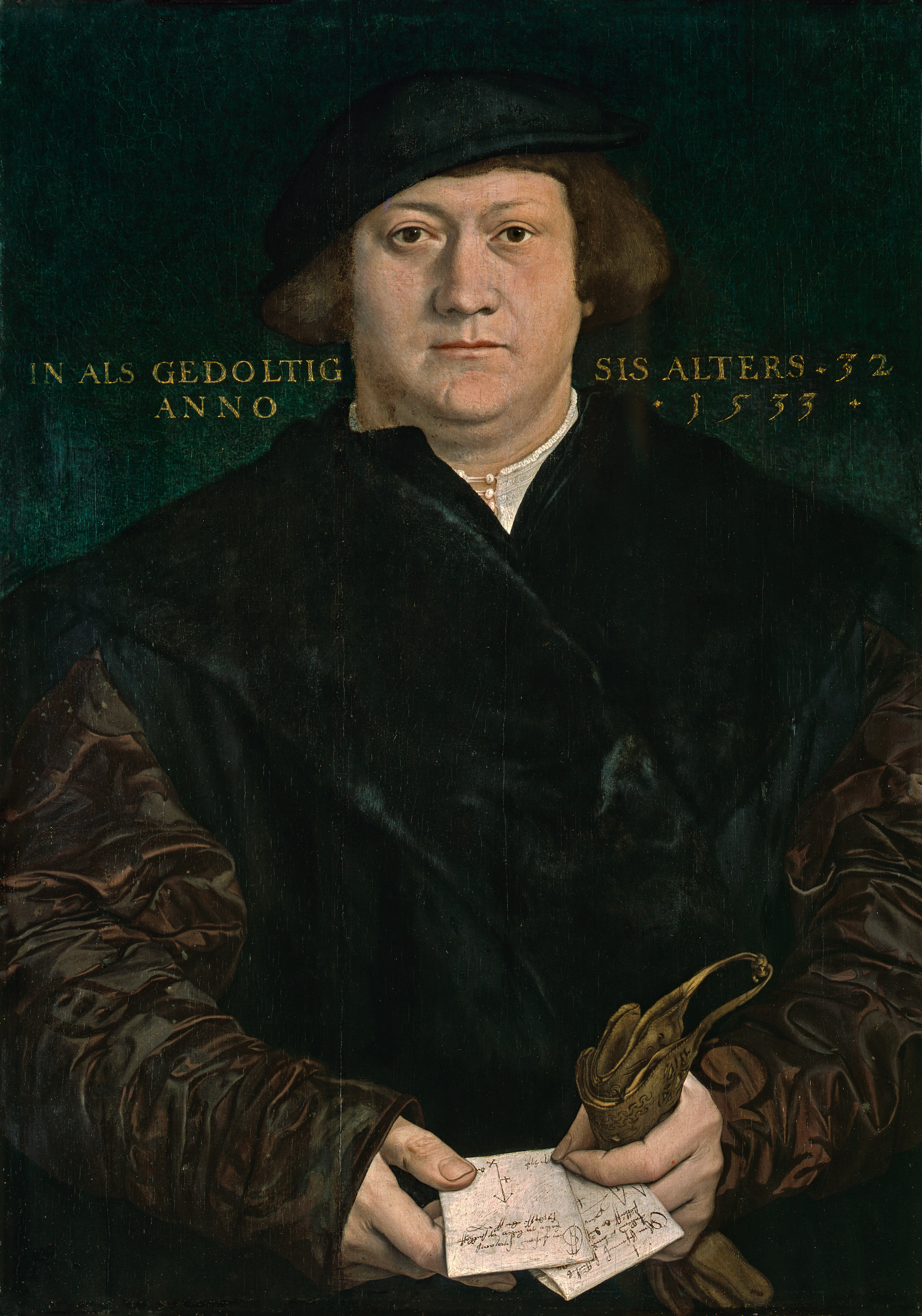
Retrato de Cyriacus Kale, por Hans Holbein el Joven (1533).

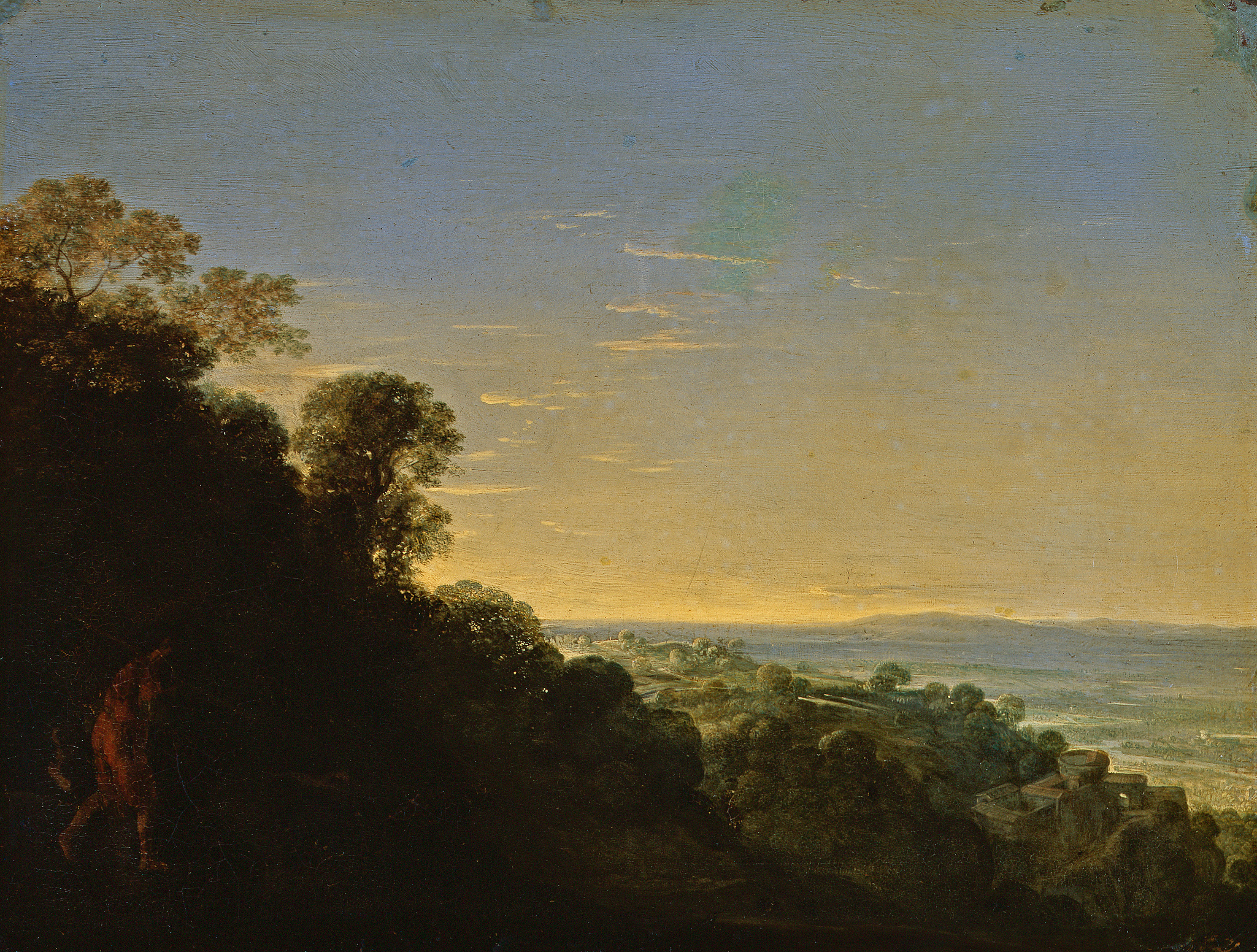
La Aurora (1606), de Adam Elsheimer

El Herzog Anton Ulrich-Museum (en español, Museo Duque Anton Ulrich, siendo sus siglas en alemán: HAUM) es un museo de arte localizado en la ciudad alemana de Brunswick (Baja Sajonia). El edificio del museo actual fue inaugurado en 1887. Su arquitecto, Oskar Sommer, diseñó el edificio en el estilo del Renacimiento italiano. Cerrado por reformas durante varios años, se reabrió en octubre de 2016. 

## Colección
Fundado en 1754, el Herzog Anton Ulrich-Museum es el museo más antiguo de arte de Europa, anterior al Louvre de París. Alberga una notable colección de maestros del arte occidental, incluyendo autores como Durero, Cranach, Holbein, Giorgione, Palma el Viejo, Rosso Fiorentino, Lucas van Leyden (Autorretrato), Van Dyck, Vermeer, Rubens, Rembrandt y Rigaud. El museo se erigió a partir de la colección de arte de Antonio Ulrico de Brunswick-Lüneburgo (1633-1714), del cual toma el nombre. 
El gabinete de obra gráfica, con sus más de 100.000 planchas de impresión de grabados y 10.000 dibujos, es de gran importancia. Hay también exposiciones temporales de arte y artesanía de todo el mundo.
En 2008, el museo recuperó una valiosa estatua de bronce, La estatua ecuestre del Duque Enrique Julio de Braunschweig considerada como la obra más importante del escultor de origen holandés Adriaen de Vries.

### Obras sobresalientes
- Retrato de Cyriacus Kale, por Hans Holbein el Joven (1533).
- El bautismo de Cristo, cuadro de Veronés (1548-49).
- Dama con dos caballeros, cuadro de Jan Vermeer (h. 1659-60).
- Autorretrato de Johann Heinrich Roos. (1682)
- Retrato de Conrad Detlev von Dehn, por Rigaud (1723).
- La estatua ecuestre del Duque Enrique Julio de Braunschweig, obra del escultor Adriaen de Vries.
- Autorretrato, cuadro atribuido a Giorgione.